# Экологическое богословие
Экологическое богословие (экобогословие, экотеология) — форма конструктивной теологии, которая фокусируется на взаимосвязях христианства и природы, особенно в свете экологических проблем. Термин «экобогословие» стал известен в конце двадцатого века, в основном в христианских кругах, в связи с появлением научной области экологии. Экобогословие описывает теологический дискурс, который выдвигает на первый план «домохозяйство» Божьего творения, особенно мир природы, как взаимосвязанную систему (эко от др.-греч. οἶκος — обиталище, домохозяйство, дом, имущество). Экобогословие возникло в ответ на широко распространенное признание того, что экологический кризис огромных масштабов угрожает будущему человеческой жизни на земле. И также оно возникло в ответ на то, что было названо «экологической жалобой» против христианства.
Растущее осознание экологического кризиса привело к широкому религиозному осмыслению взаимоотношений человека с землей. Такая рефлексия в основном коренится в области этики и космологии. Труды по экологической теологии обычно охватывают два направления мысли. Одни посвящены толкованию Писания (экологической герменевтике), а другие — тому, как следует поступать (экологической этике).
Важно иметь в виду, что экобогословие исследует не только отношения между верой и природой с точки зрения причин и следствий экологического кризиса, но и с точки зрения управления экосистемами в целом. В частности, экобогословие стремится не только выявить основные проблемы в отношениях между природой и верой, но и наметить возможные пути их решения. Это имеет особое значение, поскольку многие представители экобогословия утверждают, что науки и образования просто недостаточно для того, чтобы вдохновить людей на перемены, необходимые в условиях нынешнего экологического кризиса.